# Isuzu serie 4EC
I motori Isuzu Serie 4EC sono una piccola famiglia di motori diesel prodotti dal 1987 al 2000 dalla Casa automobilistica giapponese Isuzu per essere utilizzati sulle vetture della tedesca Opel.

## Caratteristiche

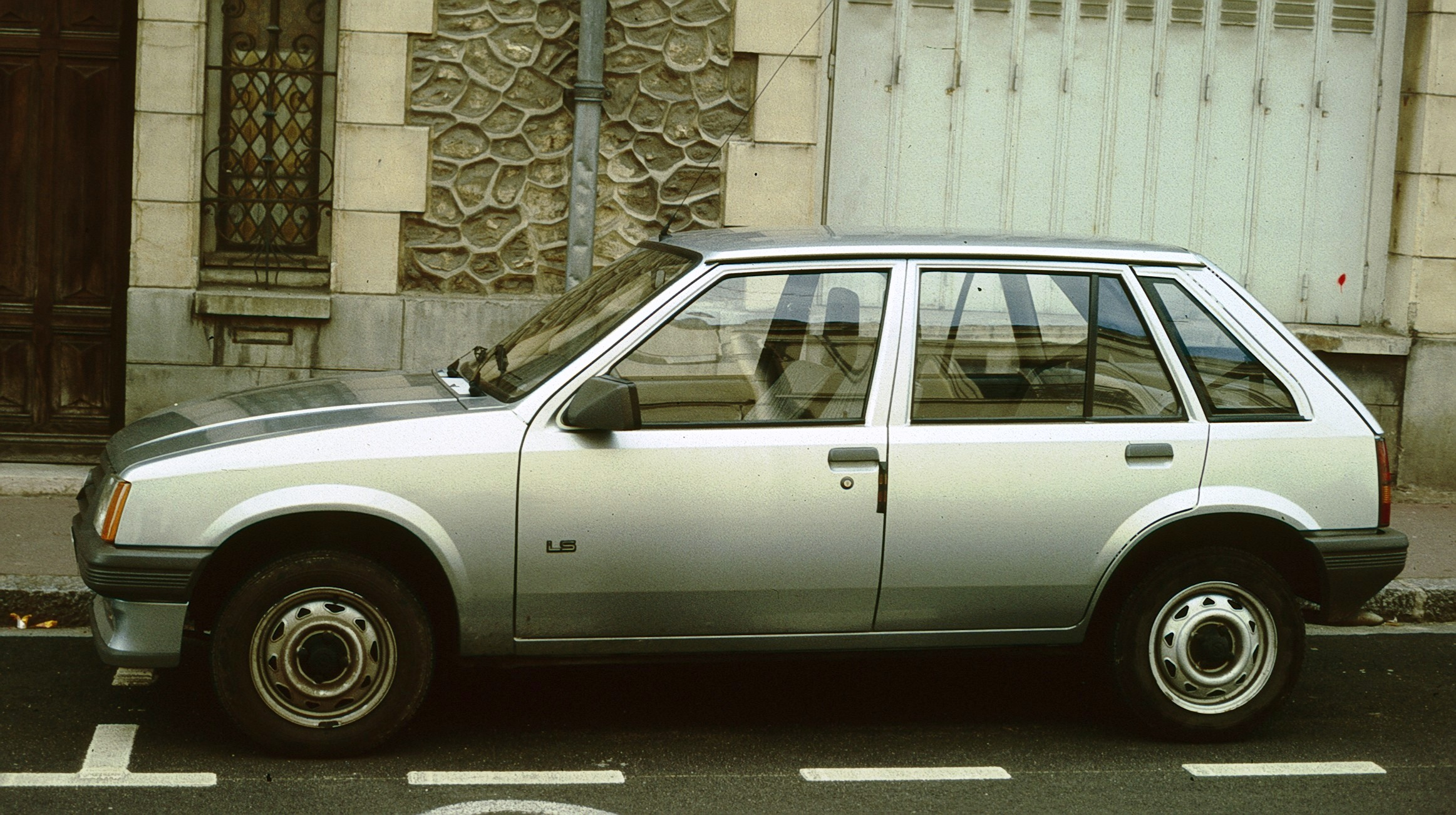
L'Opel Corsa prima serie è un classico esempio di applicazione dei motori Isuzu 4EC

Nel 1987 viene introdotto un nuovo motore diesel nella gamma Opel, Casa non tra le prime ad utilizzare tale tipo d propulsore, ma che con il tempo è riuscita ad affermarsi anche in tale settore.
Il nuovo motore a gasolio non è stato però costruito direttamente dalla Casa di Rüsselsheim, bensì dalla giapponese Isuzu, una Casa oggi assai famosa per l'efficienza dei suoi motori diesel e per la robustezza dei suoi modelli. La Casa di Tokyo, nell'orbita della General Motors già dal 1971, ha cominciato in questo modo la fornitura di diversi suoi motori alla Opel, rinnovando successivamente il suo impegno nei confronti della Casa tedesca anche per altre famiglie di motori, sempre diesel.
I motori della serie 4EC avevano le seguenti caratteristiche:
- architettura a 4 cilindri in linea;
- motore di tipo sottoquadro;
- basamento in ghisa;
- testata in lega di alluminio;
- distribuzione ad un albero a camme in testa;
- testata a due valvole per cilindro;
- piattelli valvole autorotanti;
- alesaggio e corsa pari a 76x82 mm;
- cilindrata di 1488 cm³;
- alimentazione ad iniezione indiretta con centralina elettronica Bosch;
- albero a gomiti su 5 supporti di banco.

Si tratta quindi di uno dei più piccoli motori diesel nella storia della Opel, ma non il più piccolo in assoluto: questo titolo andrà 16 anni dopo al 1.3 CDTI di origine Fiat.
Il modello Opel che utilizzato in via quasi esclusiva tutti i motori Isuzu della serie 4EC è stato la Opel Corsa nella prima e nella seconda serie.
Il 1.5 Isuzu è stato proposto in tre versioni, una aspirata e due sovralimentate mediante turbocompressore.

### 4EC1 (o 15D)
La prima versione di questa piccola famiglia di motori, datata 1987, è anche la meno potente. Si tratta della versione aspirata del 1.5 Isuzu destinato ai modelli Opel di fascia bassa. Tale versione è conosciuta con la sigla 4EC1 presso la Isuzu e 15D presso la Opel.
Il rapporto di compressione di questo motore è di 23:1. La potenza massima è di 50 CV a 4800 giri/min, mentre la coppia massima è di 90 Nm a 2400 giri/min.
Questo motore, che è in grado di rispettare anche le normative Euro 1 (1987-1993) e Euro 2(1993-1996), ha trovato applicazione su:
- Opel Corsa A 1.5 Diesel (1987-93);
- Opel Corsa B 1.5 Diesel (1993-96).

### T4EC1
Il motore T4EC1 è la prima delle varianti sovralimentate: la sovralimentazione avveniva tramite un turbocompressore IHI. Questo motore è stato proposto in due varianti molto simili tra loro. Per la Isuzu queste due varianti sono viste come lo stesso identico motore, tant'è vero che usa la per entrambi la stessa sigla, ossia T4EC1, mentre la Opel utilizza due sigle diverse.

#### 15DT
La prima variante in ordine cronologico ha esordito in contemporanea, anche se l'effettiva commercializzazione delle Opel dotate di tale motore sarebbe cominciata solo qualche mese dopo.
Il motore 15DT è in grado di soddisfare anche la normativa Euro 1, benché sia nato in un periodo in cui il catalizzatore non era ancora obbligatorio.
Il rapporto di compressione è stato solo leggermente diminuito, portandosi così a 22:1.
La potenza massima era di 67 CV a 4600 giri/min, con una coppia massima di 132 N·m a 2600 giri/min.

Questo motore è stato montato su:
- Opel Corsa A 1.5 Turbodiesel (1988-93);
- Opel Corsa B 1.5 Turbodiesel (1993-96).

#### X15DT
Con questa sigla viene indicata la configurazione Euro 2 del 1.5 turbodiesel 15DT. Non cambia praticamente nulla, a parte tutti i piccoli aggiornamenti del caso per rendere il motore ecocompatibile con la nuova normativa.

Le applicazioni si limitano alle Opel Corsa B 1.5 Turbodiesel prodotte dal 1996 al 2000.

### TC4EC1 (o 15DTR)
Questa è la versione più potente fra i 1.5 a gasolio della Isuzu ed è anche l'unico di questo motori a non essere stato montato su una Opel Corsa. A fronte di un rapporto di compressione pari a 22:1, la potenza massima raggiunge 72 CV a 4600 giri/min, con un picco di coppia pari a 143 N·m a 2600 giri/min.
Questo motore è stato montato sulle Opel Kadett 1.5 turbodiesel (1988-91).